# Liste der Bodendenkmäler in Netphen
Die Liste der Bodendenkmäler in Netphen enthält die denkmalgeschützten unterirdischen baulichen Anlagen, Reste oberirdischer baulicher Anlagen, Zeugnisse tierischen und pflanzlichen Lebens und paläontologischen Reste auf dem Gebiet der Stadt Netphen im Kreis Siegen-Wittgenstein in Nordrhein-Westfalen (Stand: August 2016). Diese Bodendenkmäler sind in Teil B der Denkmalliste der Stadt Netphen eingetragen; Grundlage für die Aufnahme ist das Denkmalschutzgesetz Nordrhein-Westfalen (DSchG NRW).
| Bild | Bezeichnung                                                                        | Lage                   | Beschreibung | Bauzeit | Eingetragen seit | Denkmal- nummer |
| ---- | ---------------------------------------------------------------------------------- | ---------------------- | ------------ | ------- | ---------------- | --------------- |
| BW   | Batteriestellung                                                                   | Dreis-Tiefenbach Karte |              |         |                  |                 |
| BW   | Graf-Gerlach-Burg                                                                  | Sohlbach Karte         |              |         |                  |                 |
| BW   | Burggraben                                                                         | Niedernetphen Karte    |              |         |                  |                 |
| BW   | Grundrissareal der alten St. Peterskapelle                                         | Niedernetphen Karte    |              |         |                  |                 |
| BW   | Höhenbefestigung Obernau (Alte Burg bei Obernau)                                   | Obernau Karte          |              |         |                  |                 |
| BW   | Bereich evangelische Martinikirche                                                 | Obernetphen Karte      |              |         |                  |                 |
|      | Hohlwege westlich Deuz                                                             | Deuz                   |              |         |                  |                 |
| BW   | Alte Burg in Dreis-Tiefenbach                                                      | Dreis-Tiefenbach Karte |              |         |                  |                 |
|      | Zeitweiliger Wohnplatz der Steinzeit sowie mittelalterliche Hofwüstung Müllersberg | Niedernetphen          |              |         |                  |                 |